# Fernando de Saxe-Coburgo-Gota
Fernando Jorge Augusto de Saxe-Coburgo-Gota (em alemão: Ferdinand Georg August von Sachsen-Coburg und Gotha; Coburgo, 28 de março de 1785 – Viena, 27 de agosto de 1851) foi um príncipe da Casa de Saxe-Coburgo-Gota e um príncipe de Csabrag e Szitnya (ambos na Eslováquia, na atualidade). Foi também general de cavalaria do exército do Império Austríaco, durante as Guerras Napoleônicas.

## Família
Nasceu como príncipe Fernando de Saxe-Coburgo-Saalfeld; era o segundo filho do duque Francisco de Saxe-Coburgo-Saalfeld e de sua esposa, Augusta Reuss-Ebersdorf; e depois se tornou um príncipe de Saxe-Coburgo-Gota, após uma troca territorial feita por seu irmão no Castelo de Ehrenburg, na cidade bávara de Coburgo.
Fernando estava relacionado com muitos monarcas europeus; entre seus sobrinhos e sobrinhas, estavam a rainha Vitória do Reino Unido; o seu marido desta, o príncipe Alberto de Saxe-Coburgo-Gota; o rei Leopoldo I da Bélgica e a filha deste, a imperatriz Carlota do México.

## Casamento e filhos
No dia 30 de novembro de 1815, em Viena, Fernando desposou Maria Antónia de Koháry de Csabrag e Szitnya, uma nobre húngara católica e a herdeira mais rica da época. Tiveram quatro filhos, todos os quais foram criados católicos:
- Fernando II de Portugal (29 de outubro de 1816–15 de dezembro de 1885), casou-se com a rainha Maria II de Portugal em 9 de abril de 1836. Eles tiveram onze filhos. Ele se casou novamente com Elisa Hensler em 10 de junho de 1869.
- Augusto de Saxe-Coburgo-Koháry (13 de junho de 1818–26 de julho de 1881), casou -se com a princesa Clementina de Orléans em 21 de abril de 1843. Eles tiveram cinco filhos.
- Vitória de Saxe-Coburgo-Koháry (14 de fevereiro de 1822–10 de dezembro de 1857), casou-se com o príncipe Luís de Orléans, Duque de Nemours, em 27 de abril de 1840. Eles tiveram quatro filhos.
- Leopoldo de Saxe-Coburgo-Koháry (31 de janeiro de 1824–20 de maio de 1884), casou-se morganáticamente com Constanze Geiger em 23 de abril de 1861. Eles tiveram um filho.

## Saxe-Coburgo-Koháry
Em 1826, o príncipe José Frederico de Koháry de Csabrag e Szitnya (sogro de Fernando) morreu, e ele assumiu a chefia da Casa de Koháry, em direito de sua esposa. Dessa data em diante, sua linhagem passou a ser chamada de Saxe-Coburgo-Koháry. Esse ramo da anteriormente família Coburgo protestante tornou-se católico, passando a ser importante para famílias reais católicas.

## Morte
Fernando morreu em Viena. Seu corpo está enterrado no cemitério de Glockenberg, em Coburgo.

## Honras e prêmios
Ele recebeu os seguintes prêmios: 
- Império Russo: 
  - Cavaleiro da Ordem Santo André, 30 de agosto de 1808
  - Cavaleiro da Imperial Ordem de Santo Alexandre Nevsky, 30 de agosto de 1808
  - Cavaleiro da Ordem São Jorge, 4ª Classe, 9 de setembro de 1813
- Império Austríaco: Cavaleiro da Ordem de Maria Teresa, 1809; Comandante, 1815
- Reino da Saxônia: Cavaleiro da Ordem Coroa de Ruta, 1815
- Reino de Hanôver: Grã-Cruz da Real Ordem Guélfica, 1818
- Ducados Ernestinos: Grã-Cruz da Ordem da Casa Ernestina, dezembro de 1833
- Bélgica: Grande Cordão da Real Ordem de Leopoldo, 15 de julho de 1835
- Reino de Portugal: 
  - Grã-Cruz da Real Ordem Militar de Nosso Senhor Jesus Cristo, 9 de dezembro de 1835
  - Grã-Cruz da Ordem Militar da Torre e Espada, 23 de abril de 1836
- Reino Unido: Grã-Cruz da Ordem do Banho, 12 de junho de 1839
- Reino da França: Grã-Cruz da Ordem Nacional da Legião de Honra, maio de 1840
- Baden: 
  - Cavaleiro da Ordem da Casa da Fidelidade, 1843
  - Grã-Cruz da Ordem do Leão de Zähringer, 1843
- Reino da Prússia: Cavaleiro da Ordem da Águia Vermelha, 1ª Classe